# Racodiscula spinispirulifera
Racodiscula spinispirulifera är en svampdjursart som först beskrevs av Carter 1880.  Racodiscula spinispirulifera ingår i släktet Racodiscula och familjen Theonellidae. Inga underarter finns listade i Catalogue of Life.